# Ànima estriada

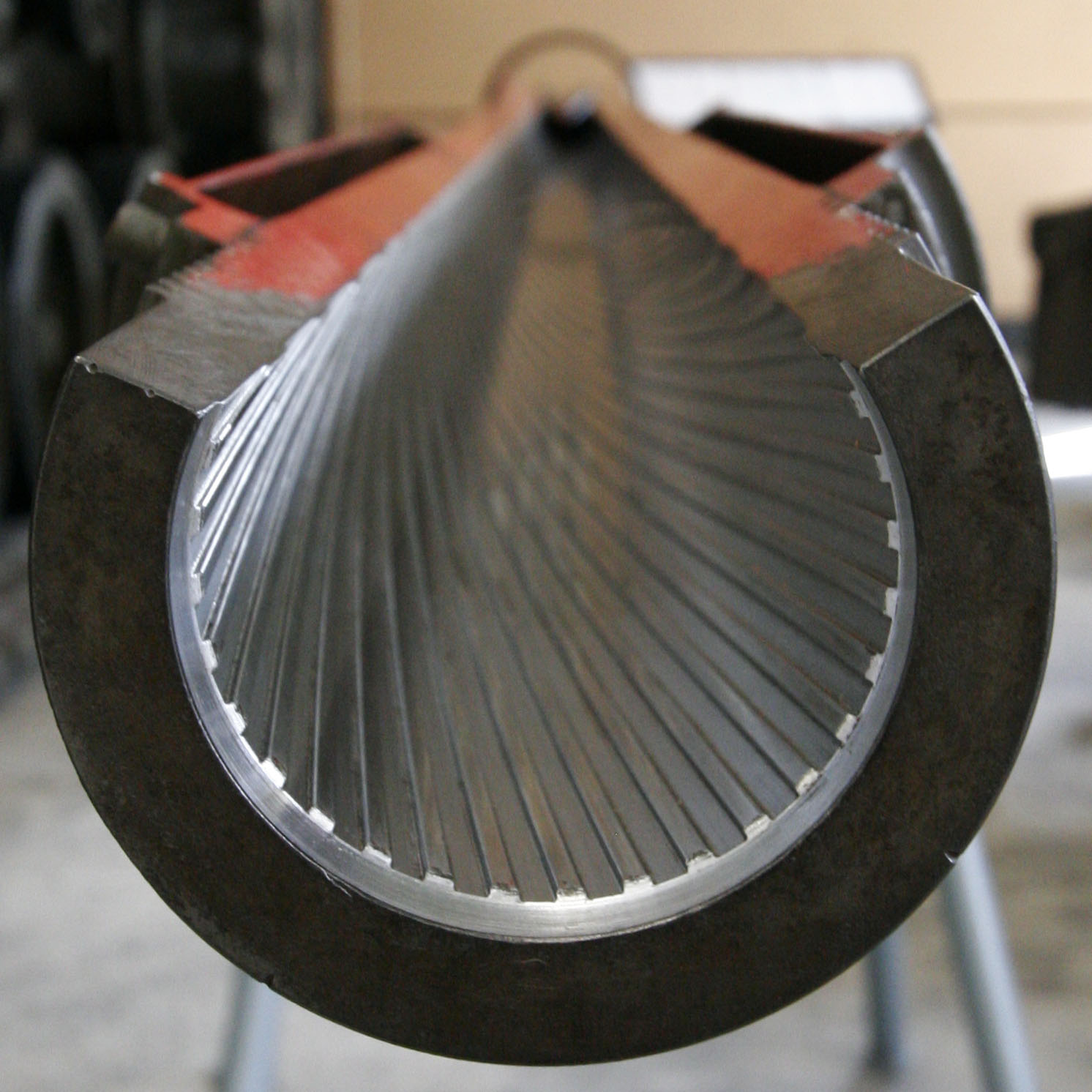
Ratllat de l'ànima d'un canó de tanc de 105 mm seccionat.

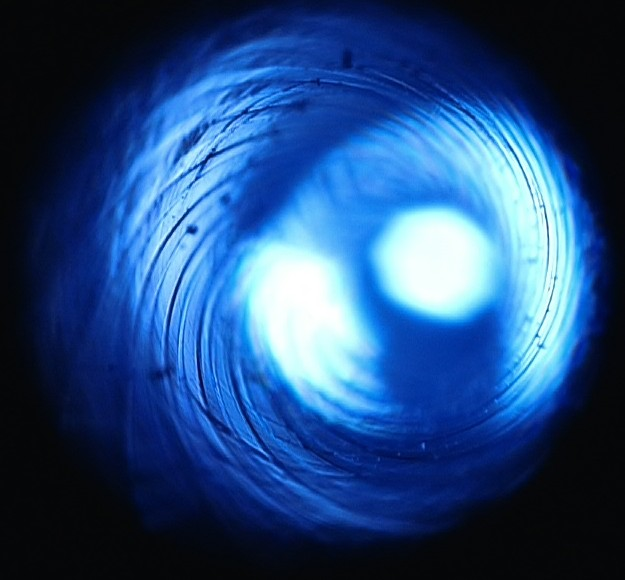
Ratllat a força de microsolcs de l'ànima d'un fusell Remington calibre 8,89 mm (.35).

L'ànima estriada (o ànima ratllada) d'una arma s'obté en gravar estries o solcs helicoïdals a l'interior del canó d'una arma de foc, la qual cosa en disparar imparteix un moviment de rotació al projectil al llarg del seu eix longitudinal.
Això serveix per estabilitzar giroscòpicament aquest projectil, millorant-ne l'estabilitat aerodinàmica i com a conseqüència, la seva precisió.
El ratllat de l'ànima es descriu sovint com una «proporció o taxa de torsió»; és a dir, la distància que ha de viatjar el projectil sobre les estries per completar una rotació completa (p. ex. «1:254» significa una volta cada 254 mm). Així, una menor distància implica un gir més ràpid; en definitiva, per a una velocitat de sortida determinada del projectil, una rotació seva més ràpida.
La combinació de longitud, pes i forma del projectil determina la proporció de torsió que es necessita per estabilitzar-lo -canons dissenyats per a projectils curts i de gran diàmetre, com ara boles de plom, requereixen molt poca taxa de torsió, com per exemple una volta cada 122 cm (1:1220). Canons dissenyats per a bales o obusos llargs, de poc diàmetre, requereixen taxes de torsió molt majors; p. ex., la munició de baixa resistència de 5,2 g i 5,56 mm usa taxes de torsió d'1:200, una volta cada 20 cm.
A vegades, el canó pot tenir taxes de torsió gradualment majors cap a la boca, la qual cosa es coneix com a torsió progressiva, o guany de torsió. Una taxa de torsió decreixent des de la culata a la boca no és pràctica, ja que no aconsegueix estabilitzar el projectil en el viatge a través del canó. Projectils excepcionalment llargs, com a dards o viratons requeririen taxes de torsió massa altes com per resultar pràctiques. Tals projectils han d'estar dissenyats per ser inherentment estables, i generalment es disparen amb un canó d'ànima llisa.

## Història

Ratllat convencional de vuit solcs a l'esquerra i ratllat octogonal a la dreta.

Els mosquets eren d'ànima llisa, armes de gran calibre que disparaven munició esfèrica a velocitats relativament baixes. A causa dels alts costos de fabricació, a la dificultat de precisió en l'acabat, i a la necessitat de carregar ràpidament l'arma per la boca, la bala del mosquet no ajustava gaire en el canó, deixava certa folgança. Per tant, en disparar el projectil rebotava per l'interior i portava una direcció molt impredictible en deixar la boca de l'arma.
Segons algunes fonts, l'ànima estriada es va inventar a la fi del segle xv a Augsburg, en l'actual Alemanya. El 1520, August Kotter, un armer de Nuremberg, en va millorar la tècnica. No obstant, el veritable ratllat de l'ànima, amb una semblança més clara a l'actual, data de mitjans del segle xvi i no es va generalitzar fins al segle xix.
Encara que el fet que el gir del projectil ajudava a estabilitzar-ne el vol es coneixia des del temps de l'arc i les fletxes, no va ser fàcil adaptar el concepte a les primeres armes de foc; la pólvora negra deixava molt sutge en els canons, i les estries acumulaven encara més brutícia, fent el disseny poc pràctic fins que va millorar l'explosiu amb la pólvora sense fum.

## Avanços recents

### Ratllat poligonal

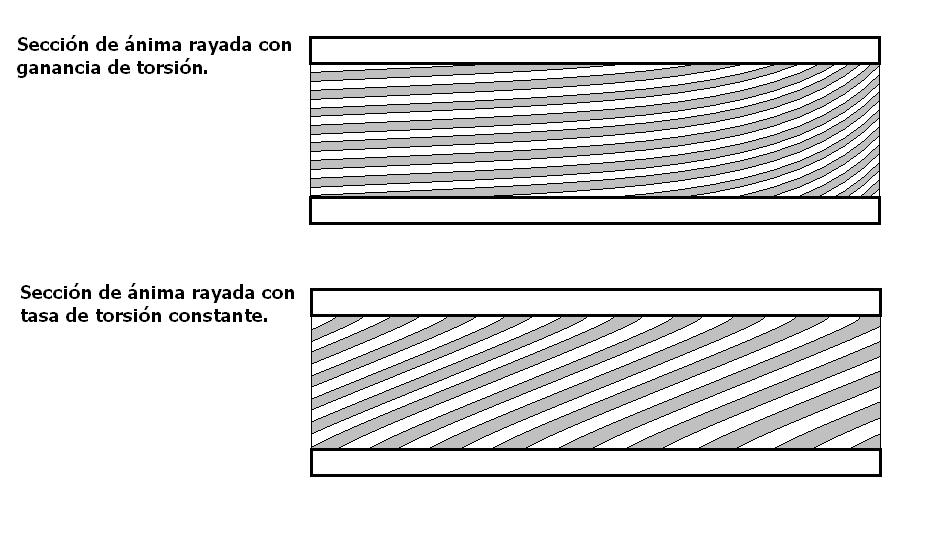
Seccions comparades d'un ànima estriada amb guany de torsió i sense ella.

La majoria d'armes modernes tenen solcs de vores afilades. Més recentment, el ratllat poligonal, un dels primers tipus de ratllat de canons, ha començat a ressorgir, i s'ha posat de moda, especialment en el disseny de pistoles Els canons d'ànima poligonal tendeixen a tenir una vida útil major, en reduir el desgast que produeixen les vores afilades dels solcs de l'ànima estriada convencional moderna. Els partidaris d'aquest disseny addueixen majors velocitats i major precisió.

### Guany de torsió, o taxa progressiva de torsió
Consisteix a donar una menor taxa de torsió als solcs al començament del canó, en la recambra, i anar incrementant-la a mesura que s'acosten a la boca del canó. L'objectiu està a fer que el moment angular aplicat al projectil creixi progressivament, a mesura que els gasos de l'explosió el van empenyent al llarg del canó. Es tracta de que vagi guanyant inèrcia de gir amb més suavitat; com més ràpid estigui girant, més es pot accelerar el seu gir sense massa fregament. L'avantatge derivat és una menor erosió del ratllat de l'ànima, en distribuir les forces exercides pels solcs sobre el projectil al llarg d'una distància més llarga.

### Concepte de "rang estès, ànima plena"
És una tècnica desenvolupada per Gerald Bull (1928-1990), un enginyer canadenc especialitzat en artilleria. Consisteix, en certa forma, a invertir el concepte tradicional d'ànima estriada. Pensada per a tancs i artilleria pesada, la tècnica consisteix a afegir al projectil unes petites aletes que llisquin pels solcs de l'ànima, com si fossin rails, en comptes d'embotir un obús llis lleugerament sobredimensionat en el canó ratllat. Els canons (model GC-45) així construïts van aconseguir un notable increment en abast i velocitat de sortida.